# کشت نواری
کشت نواری (Strip Cropping) سیستمی است که در آن، محصول مورد نظر و گیاهان مقاوم به فرسایش مانند گراس و لگومینوزه در نوارهای متناوب در سراسر شیب کشت می‌شوند. در کشت نواری سرعت جریان آب که در نوارهای محصول زیاد است در اثر برخورد با نوارهای علوفه کم شده و منجر به رسوب مواد در اثر کاهش آبدوی می‌گردد.

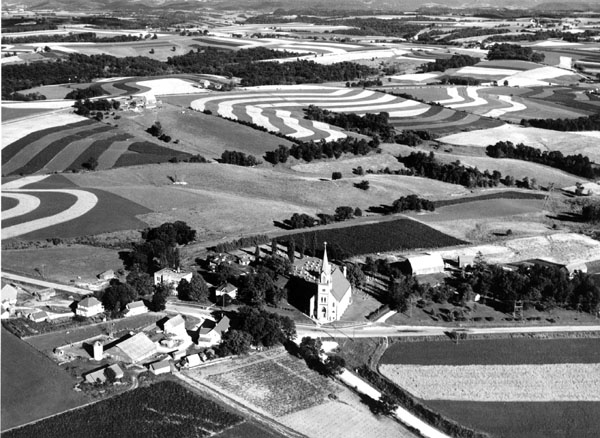
کشت نواری در ویسکانزین، ایالات متحده، ۱۹۵۷